# Aukštaitija Sportas Arena

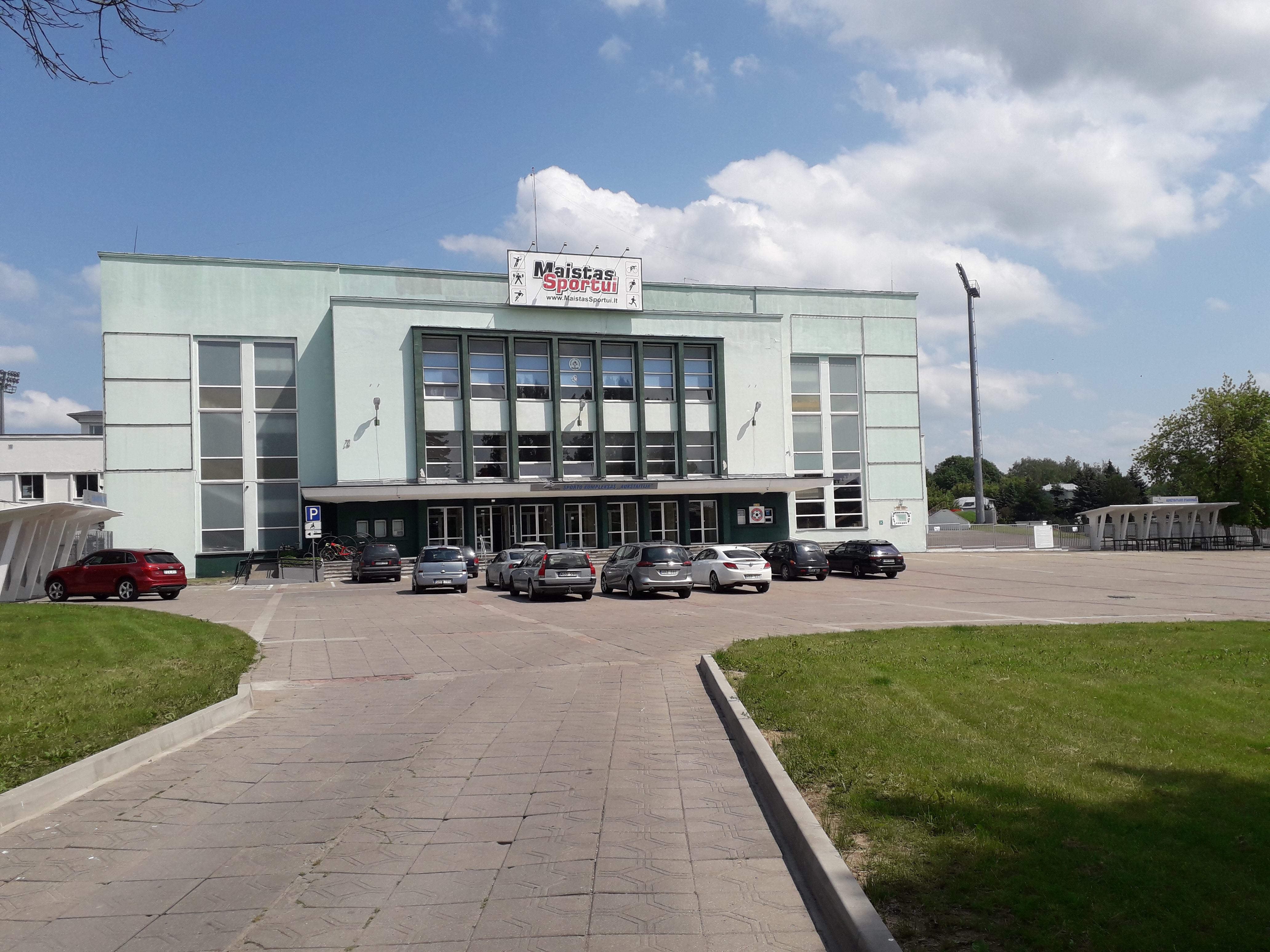
Aukštaitija hala

Aukštaitija Sportas Arena - przeznaczona do koszykówki hala sportowa znajdująca się w Poniewieżu, na Litwie. W tej hali swoje spotkania rozgrywa drużyna koszykarska KK Panevėžys. Hala może pomieścić 2 000 widzów.